# Partido Nacional Progresista
El Partido Nacional Progresista  (inglés: Progressive National Party) es un partido político de las Islas Turcas y Caicos.

## Elecciones
| Elección | Líder             | Votos | Porcentaje | Escaños | Estatus   |
| -------- | ----------------- | ----- | ---------- | ------- | --------- |
| 1976     | Norman Saunders   | 1,008 | 42.0%      | 4       | Oposición |
| 1980     | Norman Saunders   | 1,724 | 60.3%      | 8       | Gobierno  |
| 1984     | Norman Saunders   | 1,965 | 61.2%      | 8       | Gobierno  |
| 1988     | Daniel Malcolm    | 2,727 | 29.6%      | 2       | Oposición |
| 1991     | Washington Misick | 4,834 | 40.8%      | 8       | Gobierno  |
| 1995     | Washington Misick | 1,887 | 45.8%      | 4       | Oposición |
| 1999     | Washington Misick | 1,849 | 40.8%      | 4       | Oposición |
| 2003     | Michael Misick    | 2,725 | 49.8%      | 7       | Gobierno  |
| 2007     | Michael Misick    | 3,609 | 60.8%      | 13      | Gobierno  |
| 2012     | Rufus Ewing       | 2,833 | 44.8%      | 8       | Gobierno  |
| 2016     | Rufus Ewing       | 2,645 | 42.7%      | 5       | Oposición |
| 2021     | Washington Misick | 3,572 | 55.2%      | 14      | Gobierno  |